# Zacarias José Guerreiro
Zacarias José Guerreiro (Mértola, 1859 — Santa Luzia, 1918) foi um Governador Civil de Faro entre 15 de Outubro de 1910 e 22 de Setembro de 1911. Foi, também, presidente da Câmara Municipal de Tavira entre 29 de Dezembro de 1916 e 2 de Janeiro de 1918.